# Alice Hunter
Alice Marie Hunter (ur. 23 czerwca 1989 w Londynie) – brytyjsko-australijska aktorka filmowa i telewizyjna.

## Wybrana filmografia
- 2006: Akwamaryna – dziewczyna na plaży
- 2006: H2O, wystarczy kropla – Tiffany
- 2006: Monarch Cove – Kelly
- 2014: GirlHouse – Kat
- 2014-15: Kłamstwa na sprzedaż – Chantelle
- 2018-19: Żar młodości – Kerry Johnson